# Varilhes (tổng)
Tổng Varilhes là một tổng của Pháp nằm ở tỉnh Ariège trong vùng Occitanie.
Tổng này được tổ chức xung quanh Varilhes ở quận Pamiers. Độ cao biến thiên từ 288 m (Vira) đến 730 m (Malléon) với độ cao trung bình là 372 m.

## Hành chính
| Giai đoạn | Ủy viên      | Đảng | Tư cách                                                    |
| --------- | ------------ | ---- | ---------------------------------------------------------- |
| 1988-2011 | Roger Sicre  | PS   | Thị trưởng Loubens, chủ tịch hội đồng các xã tổng Varilhes |
| 1976-1988 | Jean Rumeau  | PS   |                                                            |
| 1951-1976 | Léon Viala   | PS   | Cựu thị trưởng Dalou                                       |
| 1944-1951 | Jean Bénazet | PCF  |                                                            |

## Các đơn vị hành chính
Tổng Varilhes bao gồm 18 xã với dân số 8 588 người (điều tra năm 1999, dân số không tính trùng).
| Xã                      | Dân số | Mã bưu chính | Mã insee |
| ----------------------- | ------ | ------------ | -------- |
| Artix                   | 91     | 09120        | 09021    |
| Calzan                  | 25     | 09120        | 09072    |
| Cazaux                  | 44     | 09120        | 09090    |
| Coussa                  | 201    | 09120        | 09101    |
| Crampagna               | 560    | 09120        | 09103    |
| Dalou                   | 637    | 09120        | 09104    |
| Gudas                   | 107    | 09120        | 09137    |
| Loubens                 | 200    | 09120        | 09173    |
| Malléon                 | 33     | 09120        | 09179    |
| Montégut-Plantaurel     | 267    | 09120        | 09202    |
| Rieux-de-Pelleport      | 848    | 09120        | 09245    |
| Saint-Bauzeil           | 56     | 09120        | 09256    |
| Saint-Félix-de-Rieutord | 328    | 09120        | 09258    |
| Ségura                  | 139    | 09120        | 09284    |
| Varilhes                | 2 702  | 09120        | 09324    |
| Ventenac                | 198    | 09120        | 09327    |
| Verniolle               | 2 022  | 09340        | 09332    |
| Vira                    | 130    | 09120        | 09340    |

## Thông tin nhân khẩu
| 1962                                                     | 1968  | 1975  | 1982  | 1990  | 1999  |
| -------------------------------------------------------- | ----- | ----- | ----- | ----- | ----- |
| 4 761                                                    | 5 398 | 5 433 | 6 132 | 7 393 | 8 588 |
| Nombre retenu à partir de 1962 : dân số không tính trùng |       |       |       |       |       |